# Lobarthron
Lobarthron is een kevergeslacht uit de familie van de boktorren (Cerambycidae). De wetenschappelijke naam van het geslacht werd voor het eerst geldig gepubliceerd in 1900 door Semenov.

## Soorten
Lobarthron is monotypisch en omvat slechts de volgende soort:
- Lobarthron balassogloi (Jakovlev, 1885)